# Bohouňovice I
Bohouňovice I (německy Bohaunowitz I) jsou vesnice v okrese Kolín, součást městyse Červené Pečky. Nachází se asi 1,7 kilometru západně od Červených Peček. Bohouňovice I jsou také název katastrálního území o rozloze 3 km². V katastru Bohouňovic I se nachází i osada Hranice.

## Historie
První písemná zmínka o vesnici pochází z roku 1325.
V roce 1932 byly ve vsi evidovány tyto živnosti a obchody: hostinec, klempíř, krejčí, 2 mlýny, 2 obuvníci, řezník, 2 obchody se smíšeným zbožím, švadlena, trafika, truhlář, velkostatek Hrubý.

## Pamětihodnosti
- Železniční viadukt mezi stanicemi Červené Pečky a Ratboř
- Trojboká výklenková kaplička

## Galerie

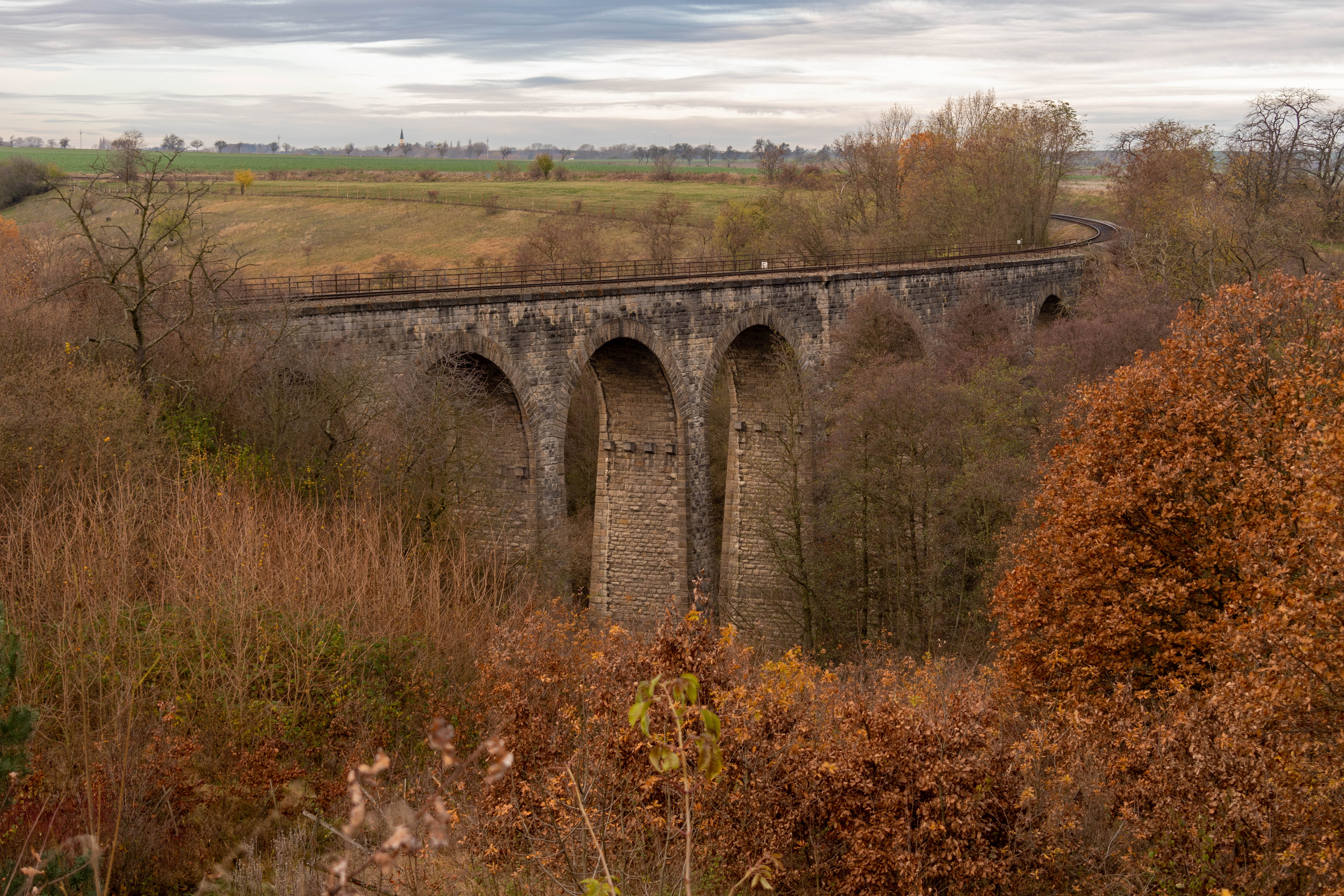
Železniční viadukt
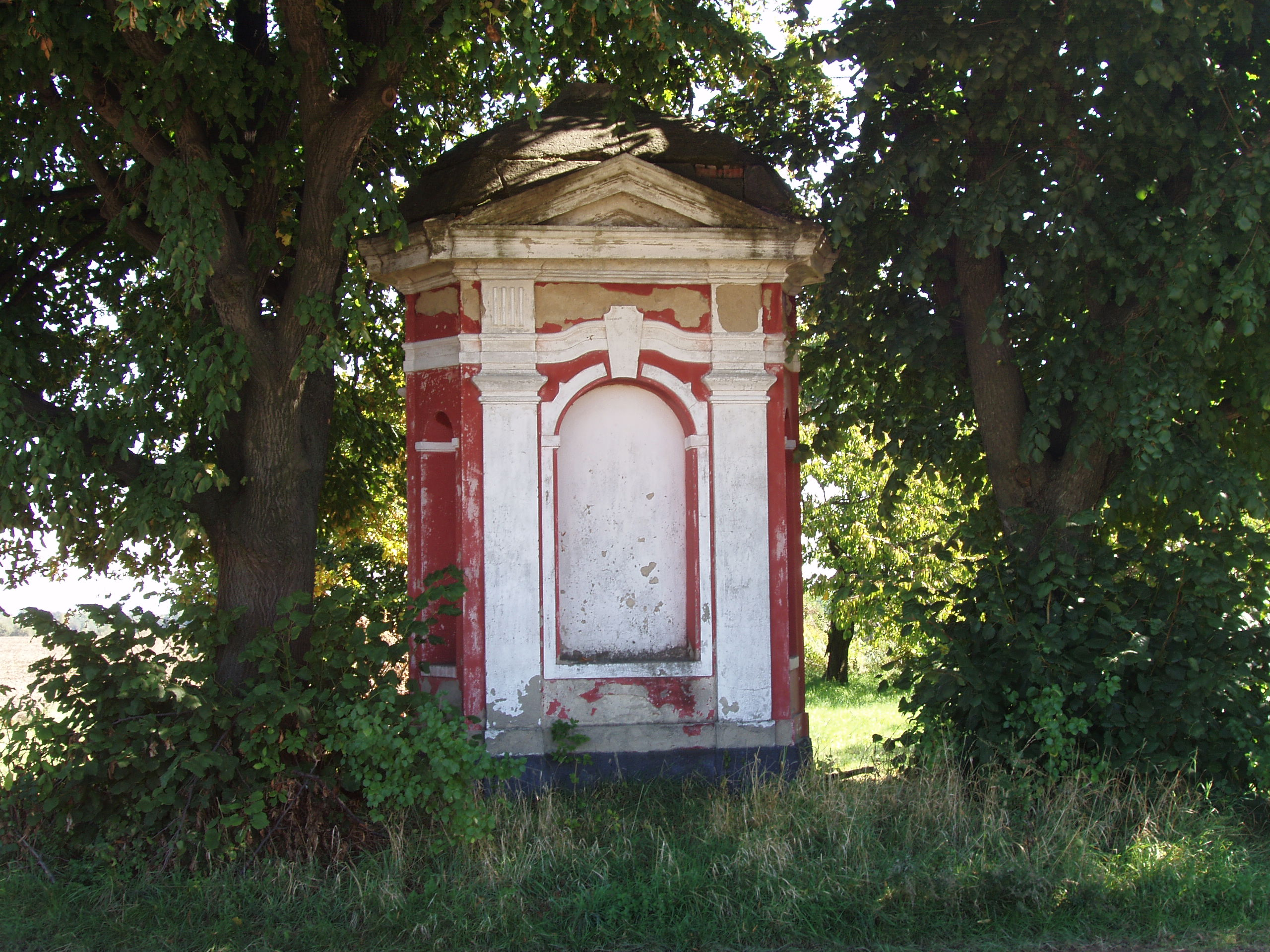
Kaplička v Bohouňovicích
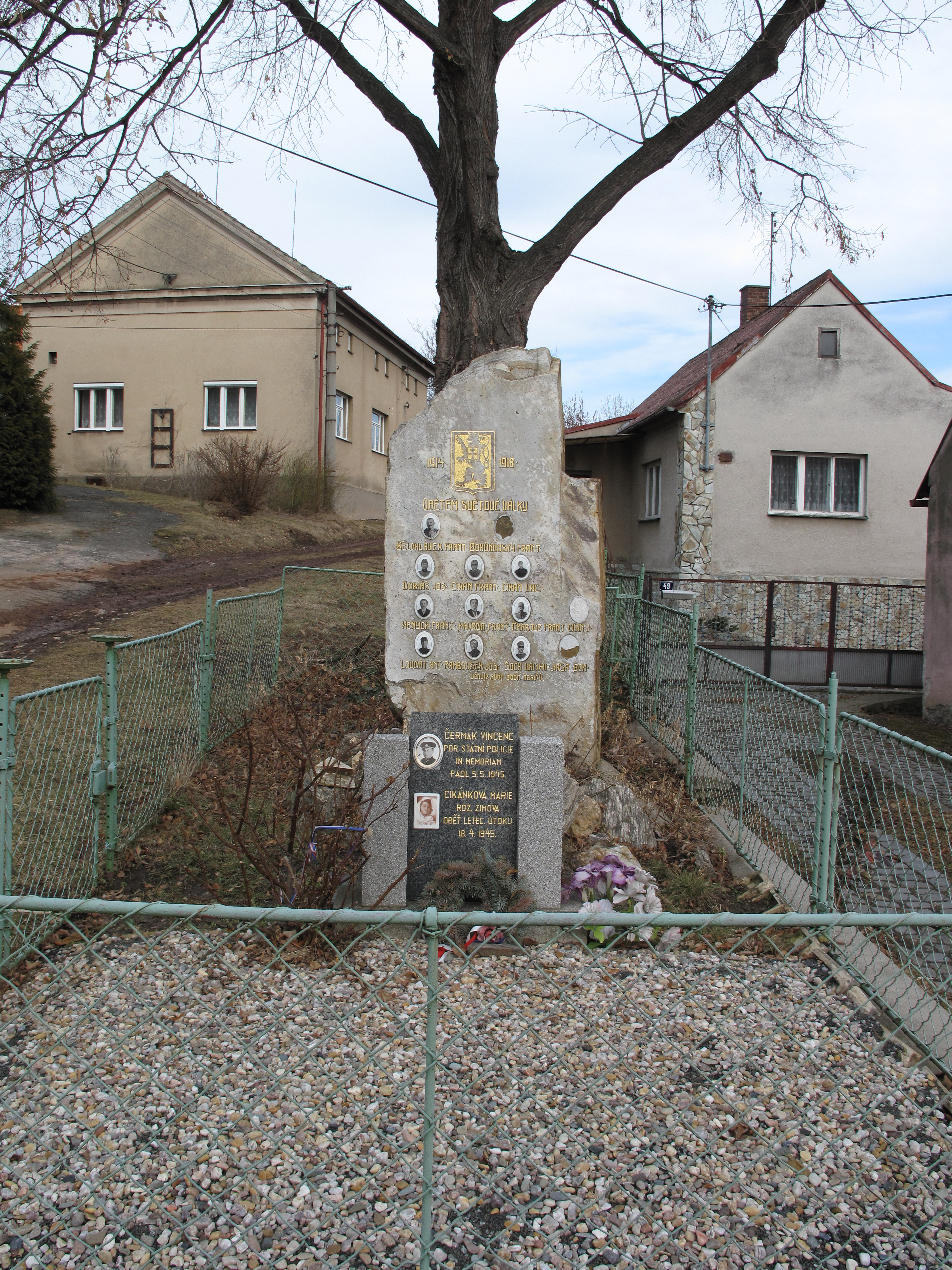
Pomník padlým